# La Sagne
La Sagne je obec v kantonu Neuchâtel na západě Švýcarska. Má přibližně 1 000 obyvatel.

## Geografie

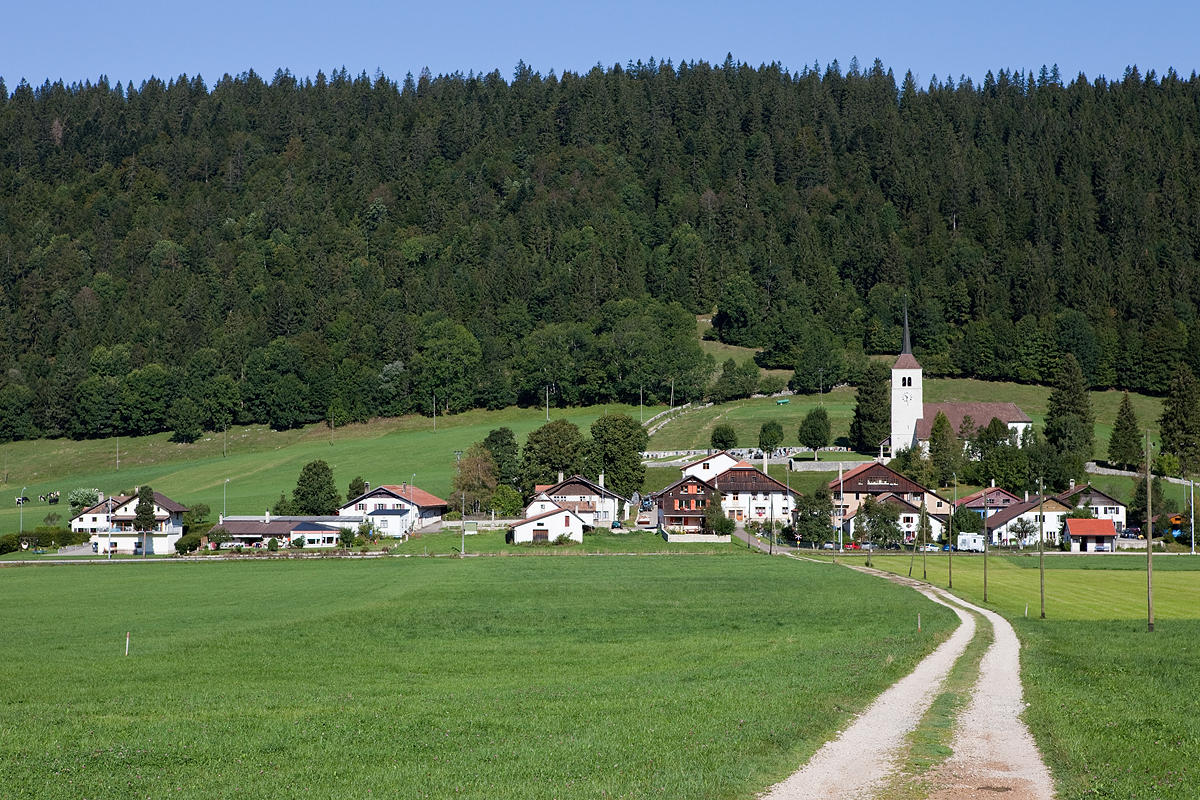
Centrum obce

La Sagne leží v nadmořské výšce 1039 metrů, vzdušnou čarou 6 km jihojihozápadně od města La Chaux-de-Fonds. Obec La Sagne, dlouhá asi 2,5 km, se nachází na severovýchodě vysoko položeného údolí Vallée des Ponts v Neuchâtelském Jurovi, západně od vrcholů Tête de Ran a Mont Racine.
Území obce o rozloze 25,6 km² pokrývá celou severovýchodní část údolí Vallée des Ponts, které má v horní části ploché dno údolí o výšce asi 500 m a v dolní části přes 1 km. Údolí je odvodňováno řekou Grand Bied. Východní hranice z velké části kopíruje okraj lesa nad Côtes de Marmoud na antiklinále Mont Racine. Na západě se území obce rozprostírá nad vrcholem Mont Sagne (1263 m n. m.) v povodí řeky Rançonnière, která se vlévá do řeky Doubs. K La Sagne patří také povodí nad Le Locle. Nejvyšším bodem obce je 1331 m n. m. na samém západě u Grand Som Martel. Na jurských výšinách, zejména na území Communal de La Sagne, se nacházejí rozsáhlé vysoké pastviny s typickými mohutnými smrky, které zde stojí buď samostatně, nebo ve skupinách. V roce 1997 tvořila sídla 3 % rozlohy komuny, lesy a háje 37 % a zemědělství 60 %.
Vesnice La Sagne u silnice, dlouhá asi 2,5 km, se skládá z osad Les Coeudres (1012 m n. m.), Le Crêt (1032 m n. m.), Miéville (1037 m n. m.), La Sagne-Église (1039 m n. m.) a La Corbatière (1080 m n. m.), které leží na západní straně vysokého údolí podél silnice z Les Ponts-de-Martel do La Chaux-de-Fonds. Centrální vesnicí je Le Crêt. Na východní straně údolí Vallée des Ponts pod Côtes de Marmoud se nachází vesnice Marmoud (1026 m n. m.). Po výšinách Jury jsou roztroušeny četné jednotlivé farmy. Sousedními obcemi La Sagne jsou La Chaux-de-Fonds, Le Locle, Les Ponts-de-Martel, Brot-Plamboz, Rochefort a Val-de-Ruz.

## Historie

Historický letecký pohled (1949)

První písemná zmínka o obci pochází z počátku 14. století. Částečně bažinatá oblast La Sagne byla v této době obdělávána osadníky z kantonu Vaud a údolí Val de Ruz, protože páni z Valanginu slibovali rozsáhlé osvobození od daní. Název Sagne lze odvodit od latinského slova sagna (ostřice).
Následně La Sagne spadalo pod jurisdikci panství Valangin, které nakonec v roce 1592 připadlo Neuchâtelu. Od roku 1648 byl Neuchâtel knížectvím a po smrti neuchâtelské panovnice Marie de Nemours z francouzského rodu Orléans-Longueville se o její nástupnictví ucházel pruský král a francouzská knížata. Neuchâtelští stavové si svého panovníka zvolili sami. Pruský král byl jejich volbou, protože byl protestantský a ochotný nadále uznávat práva svobody. Město a republika Bern byly spokojené, pokud byla moc Francie omezena. V roce 1806 bylo území přesto postoupeno Napoleonovi v rámci barterové dohody (proti Hannoveru) a v roce 1815 připadlo v důsledku Vídeňského kongresu Švýcarské konfederaci, ačkoli pruští králové zůstali i formálně knížaty Neuchâtelu až do roku 1857.
V roce 1848 republikáni sesadili vládu v Neuchâtelu a vypracovali novou ústavu. La Sagne hlasoval proti nové ústavě, která byla přijata většinou, více než 90 % hlasů. Podle mezinárodního názoru měl král stále nárok na Neuchâtel, ale v roce 1852 se zavázal, že nepoužije sílu. Dne 3. září 1856 se neuchâtelští monarchisté vypravili z La Sagne. Obsadili vládní zámek v Neuchâtelu, po jediném dni však kapitulovali. Výsledkem vyhlášené mobilizace Pruska a Konfederace byla dohoda a formální se vzdání pruských nároků na Neuchâtel.

## Obyvatelstvo

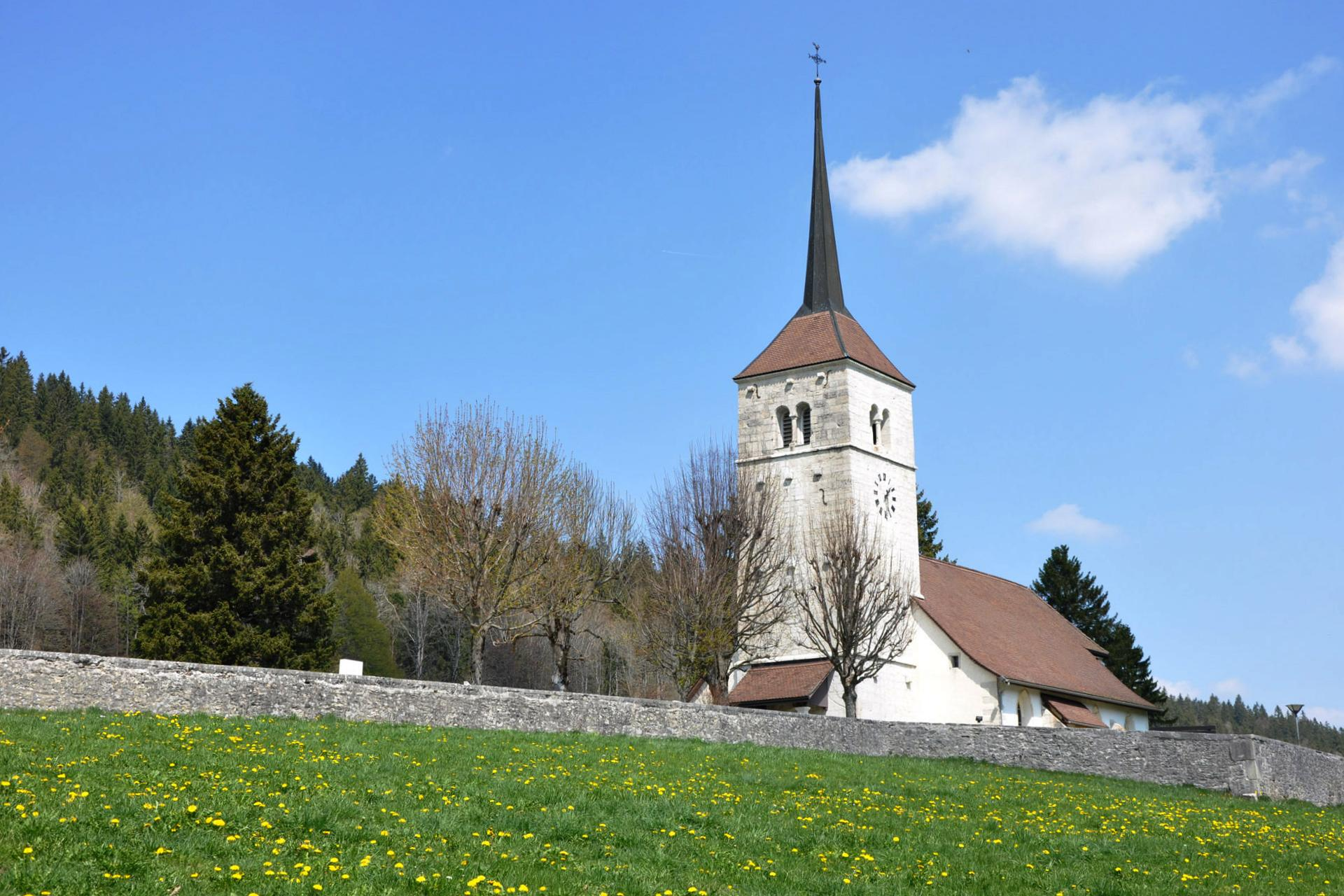
Kostel v obci

V obci žije přibližně 1000 obyvatel. Z celkového počtu obyvatel je 94,9 % francouzsky mluvících, 2,9 % německy mluvících a 0,8 % italsky mluvících (údaj z roku 2000). Po vrcholu kolem roku 1860 s přibližně 2000 obyvateli byl až do roku 1950 zaznamenán výrazný pokles počtu obyvatel o přibližně polovinu v důsledku silného vystěhovalectví. Od té doby byly pozorovány různé výkyvy, přičemž v 21. století se počet obyvatel pohybuje kolem tisícovky.
| Rok            | 1850 | 1860 | 1900 | 1950 | 1960 | 1970 | 1980 | 1990 | 2000 |
| Počet obyvatel | 1800 | 1989 | 1565 | 1057 | 1061 | 984  | 929  | 902  | 997  |

## Hospodářství
La Sagne je stále zemědělskou obcí s převažujícím chovem koní a mlékárenstvím. Dříve se zde také těžila rašelina. Mimo primární sektor jsou zde pracovní místa v továrně na nábytek, v hodinářských firmách a v místních malých podnicích. Mnoho lidí dojíždí za prací do La Chaux-de-Fonds, Le Locle nebo Neuchâtelu.

## Doprava
Obec se nachází mimo hlavní průjezdní komunikace na kantonální silnici z La Chaux-de-Fonds do Les Ponts-de-Martel. La Sagne je napojena na síť veřejné dopravy železniční tratí metrového rozchodu bývalé železnice Ponts-Sagne-Chaux-de-Fonds (PSC), kterou od roku 1999 provozuje společnost Transports Régionaux Neuchâtelois (TRN). Na trati, která byla otevřena 26. července 1889, jsou další zastávky v La Corbatière, La Sagne-Église, Le Crêt a Les Coeudres.